# Hadohlavcovití
Hadohlavcovití (Channidae) nebo hadohlavci jsou čeleď paprskoploutvých ryb. Hadohlavci obývají sladké vody Afriky a Asie. V rámci ostnoploutvých tvoří samostatný podřád Channoidei. Ve starších systémech byli hadohlavci řazeni mezi labyrintky (Anabantoidei), protože stejně jako labyrintky využívají k dýchání atmosférického vzduchu nadžaberní orgán. U hadohlavců je však nadžeberní orgán jednodušší a nemá podobu labyrintu typickou pro labyrintky.

## Taxonomie
Čeleď hadohlavcovití zahrnuje dva rody, Channa a Parachanna, a celkem 32 druhů:
- Channa amphibeus (McClelland, 1845)
- Channa argus (Cantor, 1842) – hadohlavec skvrnitý
- Channa asiatica (Linnaeus, 1758) – hadohlavec asijský
- Channa aurantimaculata Musikasinthorn, 2000
- Channa bankanensis (Bleeker, 1852)
- Channa baramensis (Steindachner, 1901)
- Channa barca (Hamilton, 1822)
- Channa bleheri Vierke, 1991 – hadohlavec duhový
- Channa burmanica Chaudhuri, 1919
- Channa cyanospilos (Bleeker, 1853)
- Channa diplogramma (Day, 1865)
- Channa gachua (Hamilton, 1822)
- Channa harcourtbutleri (Annandale, 1918)
- Channa lucius (Cuvier, 1831)
- Channa maculata (Lacepède, 1802)
- Channa marulioides (Bleeker, 1851)
- Channa marulius (Hamilton, 1822)
- Channa melanoptera (Bleeker, 1855)
- Channa melasoma (Bleeker, 1851)
- Channa micropeltes (Cuvier, 1831) – hadohlavec červený
- Channa nox Zhang, Musikasinthorn & Watanabe, 2002
- Channa orientalis Bloch & Schneider, 1801 – hadohlavec východní
- Channa ornatipinnis Britz, 2007
- Channa panaw Musikasinthorn, 1998
- Channa pleurophthalma (Bleeker, 1851)
- Channa pulchra Britz, 2007
- Channa punctata (Bloch, 1793)
- Channa stewartii (Playfair, 1867)
- Channa striata (Bloch, 1793)
- Parachanna africana (Steindachner, 1879)
- Parachanna insignis (Sauvage, 1884)
- Parachanna obscura (Günther, 1861) – hadohlavec tmavý

Nejbližšími příbuznými hadohlavců jsou pravděpodobně labyrintky (Anabantoidei), které s hadohlavci spojuje nejen dýchání vzduchu pomocí nadžaberního orgánu, ale i mnohé aspekty rozmnožovacího chování, jako je stavba hnízd, inkubace jiker a ochrana potěru v tlamě rodičů, či typické obětí partnerů během tření. Ve starších systémech byla čeleď hadohlavcovití řazena do jedné skupiny s čeleděmi labyrintních ryb, obvykle jako řád či podřád Labyrinthici.

## Výskyt

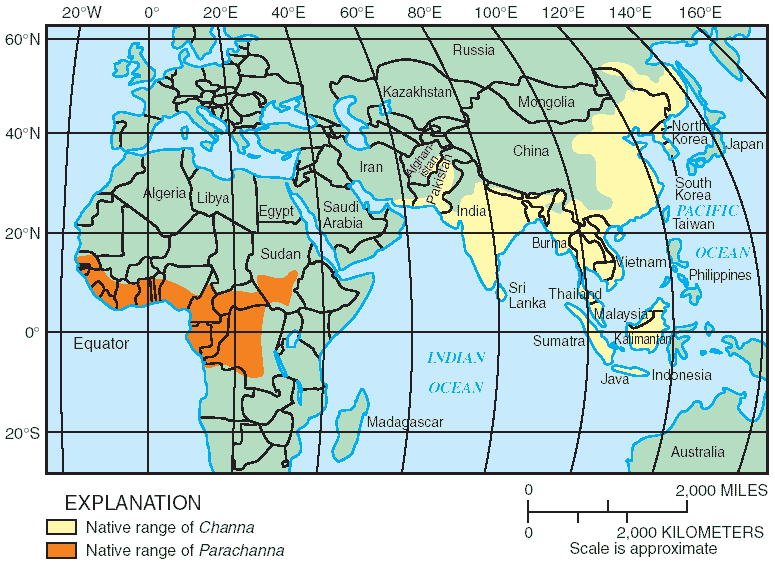
Přirozený areál hadohlavců, žlutě rod Channa, oranžově rod Parachanna

Rod Channa se vyskytuje v jižní, jihovýchodní a východní Asii. Rod Parachanna se vyskytuje v tropické západní Africe.
Rozšíření hadohlavců je limitováno průměrnou teplotou a srážkami během teplého období. Vyskytují se tam, kde srážky během nejvlhčího měsíce přesahují 50 až 100 mm a průměrná teplota zároveň přesahuje 20 °C. Současné rozšíření hadohlavců je výsledkem vzniku asijského monzunového systému v pozdním neogénu.
V letech 1957–1964 se konaly pokusy s aklimatizací amurského poddruhu hadohlavce skvrnitého (Channa argus warpachowskii) v Čechách.

## Rozmnožování
U hadohlavců je vysoce vyvinutá péče o potomstvo. V závislosti na druhu jsou jikry a plůdek opečovávány v tlamě rodičů nebo jikry opečovávají na hladině. Samice některých druhů krmí svůj potěr neoplozenými jikrami.

## Význam pro člověka

### Rybolov a kuchyně
Hadohlavci patří zejména v Asii (Indie, Myanmar, Thajsko, Indonésie, Vietnam, Čína, Jižní Korea) mezi významné konzumní ryby, které se místy chovají v akvakultuře nebo v rybnících. Mají mimořádně chutné, pevné bílé maso s malým množstvím kostí, chutí připomínající masa štiky nebo candáta. V České republice je, především v prodejnách asijských potravin, dostupný mražený hadohlavec, většinou jako steaky. Tak jako pro jiné dravé ryby je vhodnou úpravou pečení na másle, případně grilování. Hadohlavci jsou také oblíbenými objekty sportovního rybolovu, loví se většinou vláčením umělými nástrahami nebo na položenou na mrtvou rybku.

### Akvaristika
Pro svou velikost, dravost a nesnášenlivost nepatří hadohlavci mezi běžně chované akvarijní ryby. Jsou však oblíbeným předmětem zájmu specialistů. Vzhledem k určité podobnosti s příbuznými labyrintkami (Anabantoidei) se chovu hadohlavců často věnují organizace primárně zaměřené na labyrintní ryby.